# Myosotis graui
Myosotis graui är en strävbladig växtart som beskrevs av Selvi. Myosotis graui ingår i släktet förgätmigejer, och familjen strävbladiga växter. Inga underarter finns listade i Catalogue of Life.